# Cratere Sitka
Sitka  è un cratere sulla superficie di Marte.